# Shane Willis
Shane Willis, född 13 juni 1977 i Edmonton, Alberta, är en kanadensisk före detta professionell ishockeyspelare.

## Statistik
| 1997–98    | Beast of New Haven  | AHL        | 1   | 0   | 1   | 1   | 2   | —  | — | — | —  | —  |
| 1998–99    | Carolina Hurricanes | NHL        | 7   | 0   | 0   | 0   | 0   | —  | — | — | —  | —  |
| 1998–99    | Beast of New Haven  | AHL        | 73  | 31  | 50  | 81  | 49  | —  | — | — | —  | —  |
| 1999–00    | Cincinnati Cyclones | IHL        | 80  | 35  | 25  | 60  | 64  | 11 | 5 | 3 | 8  | 8  |
| 1999–00    | Carolina Hurricanes | NHL        | 2   | 0   | 0   | 0   | 0   | —  | — | — | —  | —  |
| 2000–01    | Carolina Hurricanes | NHL        | 73  | 20  | 24  | 44  | 45  | 2  | 0 | 0 | 0  | 0  |
| 2001–02    | Carolina Hurricanes | NHL        | 59  | 7   | 10  | 17  | 24  | —  | — | — | —  | —  |
| 2001–02    | Tampa Bay Lightning | NHL        | 21  | 4   | 3   | 7   | 6   | —  | — | — | —  | —  |
| 2002–03    | Springfield Falcons | AHL        | 56  | 16  | 16  | 32  | 26  | 6  | 4 | 2 | 6  | 4  |
| 2003–04    | Hershey Bears       | AHL        | 55  | 27  | 21  | 48  | 71  | —  | — | — | —  | —  |
| 2003–04    | Tampa Bay Lightning | NHL        | 12  | 0   | 6   | 6   | 2   | —  | — | — | —  | —  |
| 2004–05    | Springfield Falcons | AHL        | 58  | 18  | 16  | 34  | 29  | —  | — | — | —  | —  |
| 2005–06    | HC Davos            | NLA        | 32  | 5   | 15  | 20  | 47  | —  | — | — | —  | —  |
| 2005–06    | Linköping HC        | Elitserien | 6   | 0   | 1   | 1   | 4   | 13 | 6 | 5 | 11 | 10 |
| 2006–07    | Albany River Rats   | AHL        | 43  | 20  | 23  | 43  | 23  | 5  | 3 | 1 | 4  | 0  |
| 2007–08    | Milwaukee Admirals  | AHL        | 1   | 0   | 0   | 0   | 0   | —  | — | — | —  | —  |
| 2008–09    | Springfield Falcons | AHL        | 32  | 5   | 10  | 15  | 8   | —  | — | — | —  | —  |
| AHL totalt | AHL totalt          | AHL totalt | 319 | 117 | 136 | 253 | 208 | 11 | 7 | 3 | 10 | 4  |
| NHL totalt | NHL totalt          | NHL totalt | 174 | 31  | 43  | 74  | 77  | 2  | 0 | 0 | 0  | 0  |